# چاقوی قصابی

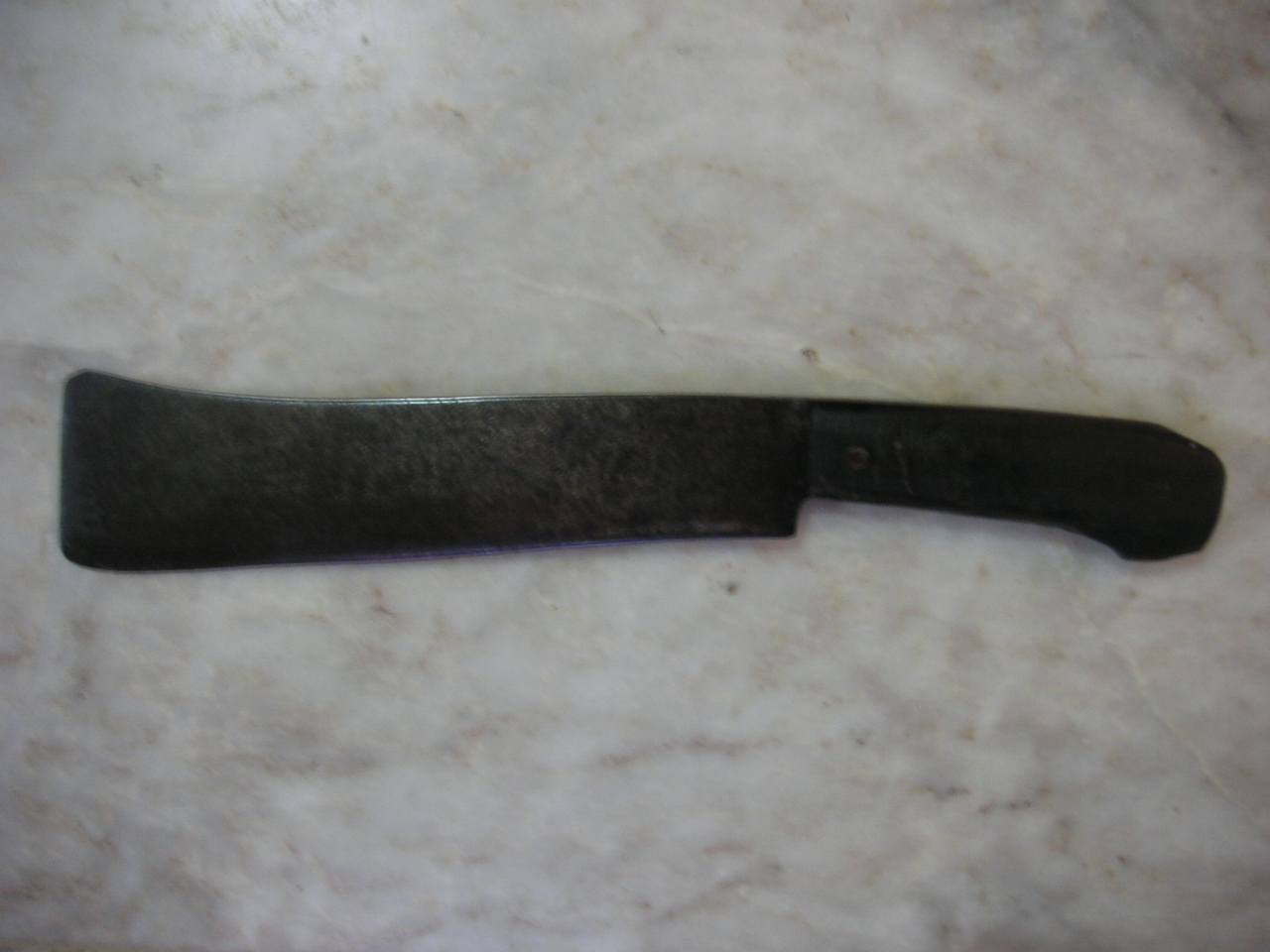
یک چاقوی قصابی بومی از فیلیپین

چاقوی قصابی یا چاقوی قصاب چاقویی است که عمدتاً برای قصابی یا آماده‌سازی لاشه حیوانات طراحی و استفاده می‌شود.

## کاربرد
امروز چاقوی قصابی در سراسر جهان در تجارت صنعت بسته‌بندی گوشت استفاده می‌شود. تیغه سخت‌تر آن به خوبی از عهده شکستن، پاک کردن و برش گوشت برمی‌آید. چاقوهای مشابه دیگر شامل چاقوی گوشت‌بری و ساطور می‌شوند. چاقوی گوشت‌بری معمولاً برای برش قطعات نازک گوشت طراحی شده است و اغلب دارای نوکی کند یا گرد است، با تیغه ای کنگره‌دار یا گرانتون که باعث بهبود جداسازی قطعات گوشت م‌شود. ساطور چاقویی مانند چاقوی قصاب است، اما برای برش دقیق‌تر تیغه ای سبک‌تر و نازک‌تر دارد. 